# Verbond voor Opheffing van het Cannabisverbod
Het Verbond voor Opheffing van het Cannabisverbod (VOC) is een Nederlands samenwerkingsverband van actiegroepen die zich inzetten voor de beëindiging van het strafrechtelijke verbod op cannabis, ook wel legalisering genoemd. Tot 20 april 2012 heette het VOC 'Vereniging voor Opheffing van het Cannabisverbod'; op die datum veranderde de organisatie in een stichting.

## Standpunten
Het VOC is er volgens haar website van 'overtuigd dat het wereldwijde cannabisverbod een historische vergissing is, die geen problemen heeft opgelost maar die juist heeft versterkt of zelfs gecreëerd'. Het verbond bepleit verdere decriminalisering en regulering van de teelt en handel van cannabis. Op de website van het VOC is bij 'standpunten' te lezen: 'Cannabis hoort niet in de strafwet thuis, net zomin als alcohol of tabak. Opheffing van het cannabisverbod maakt de weg vrij voor meer transparantie, kwaliteitscontrole en het heffen van accijnzen.'

## Organisatie
Het VOC is een onafhankelijke stichting die fungeert als koepelorganisatie en samenwerkingsverband voor organisaties en personen die betrokken zijn bij cannabis en cannabisbeleid. Landelijk bekende deelnemers zijn onder anderen Derrick Bergman, Freek Polak, Henk Poncin (oprichter Cannabis College Amsterdam), biologisch wietkweker Doede de Jong, Darpan van Kuik (Canna Embassy), Myranda Bruin (coffeeshop 1-2-3 te Rotterdam en PCN), DC Lama en Wernard Bruining, mediwietactivist en oprichter van de eerste coffeeshop van Amsterdam, de Mellow Yellow. Tot de deelnemende organisaties behoren de European Coalition for Just and Effective Drug Policies (ENCOD), de Stichting Drugsbeleid, de stichting Legalize!, Cannabis Consumentenbond WeSmoke, het Platform Cannabisondernemingen Nederland (PCN) en een aantal lokale coffeeshopbonden.

## Cannabis Tribunaal
Op 1 en 2 december 2008 vond het eerste Cannabis Tribunaal plaats, georganiseerd door een aantal initiatiefnemers van het VOC. Wetenschappers, ondernemers, activisten en politici debatteerden in perscentrum en sociëteit Nieuwspoort in Den Haag over de toekomst van het Nederlandse cannabisbeleid na ruim dertig jaar gedoogbeleid. Oud-Kamervoorzitter Frans Weisglas leidde het slotdebat tussen Cisca Joldersma, drugswoordvoerder voor het CDA in de Tweede Kamer en Hans van Duijn, ex-voorzitter van de Nederlandse Politiebond en fel tegenstander van het drugsverbod.
Op 3 mei 2010 vond de tweede editie van het Cannabis Tribunaal plaats in de studio van café Dudok in Den Haag, met onder meer Gerd Leers, Dries van Agt, Fred Teeven en Boris van der Ham als sprekers.
De derde editie van het Cannabis Tribunaal vond plaats op 16 mei 2011 plaats, opnieuw in café Dudok in Den Haag. Achtereenvolgens werden verschillende modellen gepresenteerd voor het cannabisbeleid van de toekomst, uiteenlopend van een volledig verbod, een gesloten clubmodel, een regulering van de achterdeur en een volledige liberalisering van de cannabismarkt. Het model van de Taskforce Handhaving Cannabis (THC), een werkgroep met vertegenwoordigers van het VOC en de coffeeshopbranche kreeg het meeste bijval, zowel van de rechter van dienst als van het publiek. Voor het slotdebat schoven onder andere Kamerleden Lea Bouwmeester (PvdA) en Nine Kooiman (SP) aan en JOVD-voorzitter Martijn Jonk.

## Cannabis Bevrijdingsdag
De VOC organiseert jaarlijks Cannabis Bevrijdingsdag. Het evenement sluit aan bij de wereldwijde Global Marijuana March, die sinds 1999 in honderden steden over de hele wereld wordt gehouden op de eerste zaterdag van mei. De eerste editie vond plaats op 9 mei 2009 op het Museumplein in Amsterdam.
Tijdens de vierde Cannabis Bevrijdingsdag, op zondag 17 juni 2014, gingen in Groningen alle coffeeshops dicht, zodat iedereen naar het festijn kon komen. Bij deze editie besteedde het NOS Journaal voor het eerst aandacht aan Cannabis Bevrijdingsdag. Tijdens het eerste lustrum, op 16 juni 2013, werden voor het eerst de Highlife Cannabis Cups uitgereikt op het festivalpodium. Optredende artiesten waren o.a. Lucky Fonz III, Mozes and the Firstborn en de Engelse band Dirty Soul Rockers.
In 2014 moest Cannabis Bevrijdingsdag noodgedwongen op zoek naar een nieuwe locatie, die werd gevonden in het Flevopark, een van de oudste en grootste parken van Amsterdam. Sinds 2014 reikt coffeeshopbond PCN (Platform Cannabisondernemingen Nederland) hun Koos Zwart Award uit op Cannabis Bevrijdingsdag. Deze prijs, vernoemd naar cannabisactivist Koos Zwart (1947-2014), wordt gegeven aan een persoon die zich uitzonderlijk heeft ingezet voor legalisering en normalisering van cannabis. In 2014 ging de prijs naar Doede de Jong, in 2015 naar Ben Dronkers en in 2016 naar Rick Simpson.

## Lobby
Een van de doelstellingen van het VOC is 'de wenselijkheid van opheffing van het cannabisverbod onder de aandacht brengen van de Nederlandse bevolking, media en politici'. Hiertoe worden ingezonden brieven en opinieartikelen geschreven en politici direct benaderd. In oktober en november 2009 voerden VOC-delegaties overleg met Tweede Kamerleden van onder meer PvdA, SP en CDA. Alle 150 Kamerleden kregen rond deze tijd een dvd opgestuurd met een registratie van het eerste Cannabis Tribunaal, voorzien van een schriftelijk advies van het VOC over het cannabisbeleid. In maart 2011 bezorgde een VOC-delegatie in totaal 225 dvd's van de Amerikaanse documentaire 'What if cannabis cured cancer' op het Binnenhof in Den Haag, voor alle leden van de Eerste en Tweede Kamer.
Ter voorbereiding op de kabinetsformatie van 2012 bracht het VOC een bidbook uit over het cannabisbeleid dat aan politici en media is verstuurd en op de VOC website beschikbaar is. In het voorjaar van 2013 publiceerde het VOC de brochure 'De feiten over thc en andere werkzame stoffen in cannabis', in februari 2014 verscheen 'Dweilen met de kraan open - de onhoudbare paradox van de achterdeur'. In september 2015 verscheen 'Reguleren? Yes we can!', met 35 pagina's het dikste bidbook tot nu toe. Rond de kabinetsformatie van 2017 stuurde het VOC een korte 'Notitie Wetsontwerp Gesloten Coffeeshopketen: Kernpunten en kanttekeningen' aan de formateur en leden van de Eerste en Tweede Kamer. Het VOC ziet de zogenaamde wietwet van D66 als een grote stap in de goede richting, maar wijst erop dat twee zaken ontbreken: regulering van de thuisteelt voor persoonlijk gebruik en regulering van de teelt ten behoeve van Cannabis Social Clubs.

## Taskforce Handhaving Cannabis (THC)
De Taskforce Handhaving Cannabis (THC) is in de zomer van 2010 opgericht om een concreet en haalbaar model te ontwikkelen voor regulering van cannabis in Nederland. De taskforce bestaat uit vertegenwoordigers van de Vereniging voor Opheffing van het Cannabisverbod en de coffeeshopbranche. In juli 2011 publiceerde de werkgroep de brochure 'Van gedogen naar handhaven: model voor een transparant en rationeel cannabisbeleid', die onder andere naar alle Eerste en Tweede Kamerleden en een aantal lokale politici werd verstuurd.

## Campagne 'Cannabis? Aangenaam!'
In 2015 lanceerde het VOC de mediacampagne 'Cannabis? Aangenaam!', een serie video's waarin bekende en onbekende Nederlanders vertellen over cannabis en het verbod op de plant. Er zijn video's verschenen van o.a. Eddy Terstall, Joost Belinfante, Michael Schaap, Doede de Jong en Martijn Oosterhuis. Voormalig autocoureur Bart Hissink is ambassadeur van de campagne.